# Achlaena grandis
Achlaena grandis är en bönsyrseart som beskrevs av John Obadiah Westwood 1889. 
Achlaena grandis ingår i släktet Achlaena och familjen Mantidae. Inga underarter finns listade i Catalogue of Life.